# Robert de Rothschild
Pour les autres membres de la famille, voir Famille Rothschild.
Ne doit pas être confondu avec Robert Rothschild.
Le baron Robert de Rothschild, né le 19 janvier 1880 à Paris et mort le 25 décembre 1946 à Lausanne, en Suisse, est un banquier, collectionneur et mécène français.

## Biographie

Blason de la famille Rothschild

### Jeunesse
Fils du baron Gustave de Rothschild et de Cécile Anspach, il détient le tiers du capital de Rothschild Frères. Il est administrateur de la Compagnie des chemins de fer du Nord, de la Compagnie des chemins de fer de Paris à Lyon et à la Méditerranée (PLM), de la Compañía de los ferrocarriles de Madrid a Zaragoza y Alicante, de la Société minière et métallurgique de Peñarroya, de la Compagnie d'Assurances « la Nationale », etc.
Il a effectué son recrutement militaire dans l'Oise.

### Première guerre mondiale
Il est engagé volontaire lors de son service militaire où il débute comme sous officier au 54e régiment de Compiègne avant d'être officier interprète (sous-lieutenant) en 1913. Lorsque la première guerre mondiale éclate il est assigné comme officier interprète de l'état major du gouvernement militaire de Paris puis est affecté auprès des britanniques pour la même mission. Il est démobilisé le 20 janvier 1919.

### Entre-deux-guerres et après
Il est président de l'Office privé d'hygiène sociale (OPHS) de 1921 à 1946.
Il est membre du conseil d'administration de l'Union centrale des arts décoratifs et de la commission du musée des arts décoratifs de 1921 à 1946.
Il fonde le Comité national de secours aux réfugiés allemands victimes du nazisme en 1933 et le Comité de documentation et de vigilance contre l'antisémitisme et le nazisme. Il est président du Consistoire israélite de Paris de 1936 à 1946.
Il fait état de sa satisfaction devant la fondation en 1934 de l’Union patriotique des Français israélites à l'initiative d'Edmond Bloch, une organisation nationaliste, xénophobe et anticommuniste, dont il espère qu'elle fera contrepoids à la Ligue internationale contre le racisme et l'antisémitisme (LICA), orientée à gauche.
Il est propriétaire de l'hôtel de Marigny à la suite de son père et du château de Laversine (Oise).
Il possédait une écurie de courses de chevaux.
Marié à Gabrielle Nelly Beer (1886-1945), arrière petite-fille de Guillaume Beer et petite-fille d'Édouard Kohn, il est le père d'Alain de Rothschild et d'Élie de Rothschild.

### Association pour le rétablissement des institutions et œuvres israélites en France (ARIF)
Il participe le 6 décembre 1941, à la réunion au domicile du baron Édouard de Rothschild à New York, pour venir en aide au Judaïsme français. C'est le début de l'Association pour le rétablissement des institutions et œuvres israélites en France (ARIF).

## Sources
- Les Donateurs du Louvre : exposition présentée à Paris, Musée du Louvre, hall Napoléon, 4 avril-21 août 1989, 1989